# Garth Anderson
Garth Anderson (12 marzo 1976) è un calciatore britannico delle Isole Cayman, centrocampista del George Town.

## Carriera

### Club
Ha giocato nella massima serie del campionato delle Isole Cayman con il George Town.

### Nazionale
Ha esordito in Nazionale nel 1999.